# 유략
유략(留略, ? - ?)은 중국 삼국 시대 오나라의 장수로, 유찬(留贊)의 아들이며 유평(留平)의 형이다.

## 생애
252년, 오나라의 초대 황제 손권(孫權)이 죽고 손량(孫亮)이 즉위하자, 위나라는 남군(南郡) · 동흥(東興) · 무창(武昌)의 3로에서 공격하였고, 유략은 제갈각(諸葛恪)의 명으로 전단(全端)과 함께 군사 1000명으로 동흥의 두 성을 지켰다. 유략은 서쪽 성을, 전단은 동쪽 성을 지켰으며, 호준(胡遵)과 제갈탄(諸葛誕)의 공격에 저항하였다. 지형의 험난함으로 인해 위군은 두 성을 쉽게 함락시키지 못했고, 방심하여 잔치를 즐기다가 제갈각, 유찬, 여거(呂據), 당자(唐咨), 정봉(丁奉) 등이 이끄는 오군의 습격을 받아 환가(桓嘉), 한종(韓綜)이 죽는 등 크게 패해 후퇴했다.
255년 유략의 아버지 유찬이 수춘(壽春)에서 전사한 뒤, 손준(孫峻)은 광릉(廣陵)에 진출하고자 했다. 손준은 위위(衛尉) 풍조(馮朝)에게 명해 성을 쌓게 하고, 오양(吳穰)을 광릉태수(廣陵太守)로, 유략을 동해태수(東海太守)로 임명했다. 하지만 이 해에 큰 가뭄이 들었으며, 결국 축성은 실패로 돌아갔다.